# Vagács József
Vagács József (Nagybánya, 1944. május 15.) építőmérnök.

## Tanulmányai
Középiskolai tanulmányait Debrecenben és Budapesten végezte. 1970-ben szerezte meg építőmérnöki diplomáját a Budapesti Műszaki Egyetemen.

## Fontosabb szakmai tevékenységei
1976-ban részt vett egy olyan program kidolgozásában, amely képes volt egy 1500 ismeretlenes egyenletrendszert 5 perc alatt kiszámítani.
2009-óta a DBR Metro Igazgatóságon független mérnökként működött közre az M4-es metróvonal munkálataiban.

### Jelentősebb munkái Budapesten

#### M2-es metróvonal
- Deák Ferenc téri mélyállomás
- Nyugati téri mélyállomás

#### M3-as metróvonal
- Népligeti metróállomás
- Gyöngyösi úti metróállomás[2]

#### M4-es metróvonal
- 2009 óta független mérnök
- Igazságügyi szakértő

### Külföldön
- 1976 A Tripoli metró tervezése
- 1979 Algériai textilkombinátok tervezése németországi tervezőirodában
- 1982 Algériai víztározó főtervezője
- 1986 Algériai különleges épületek tervezése, speciális igénybevételekre
- 1988 A Csatorna-alagút egyes műtárgyainak tervezése
- 2013 Közúti alagútépítés tenderterveinek ellenőrzése Iraqban (Kurdistánban)
- Magyarországon épülő közlekedési nagyberuházások iagazságügyi szakértése vitás kérdésekben.